# انریکو منچر
انریکو منچر (ایتالیایی: Erico Menczer؛ ‏ ۸ مه ۱۹۲۶ – ۱۰ مارس ۲۰۱۲) فیلم‌بردار و نویسنده اهل ایتالیا بود.
از فیلم‌ها یا سریال‌های تلویزیونی که وی در آن‌ها نقش داشته‌است، می‌توان به تقدیم به مادر عزیزم در زادروزش، فیورینا، گاو ماده، زندگی دشوار، ارادهٔ آنا، یاغیان ازدواج و سپیددندان اشاره نمود.